# Frankenstraße 11 (Stralsund)

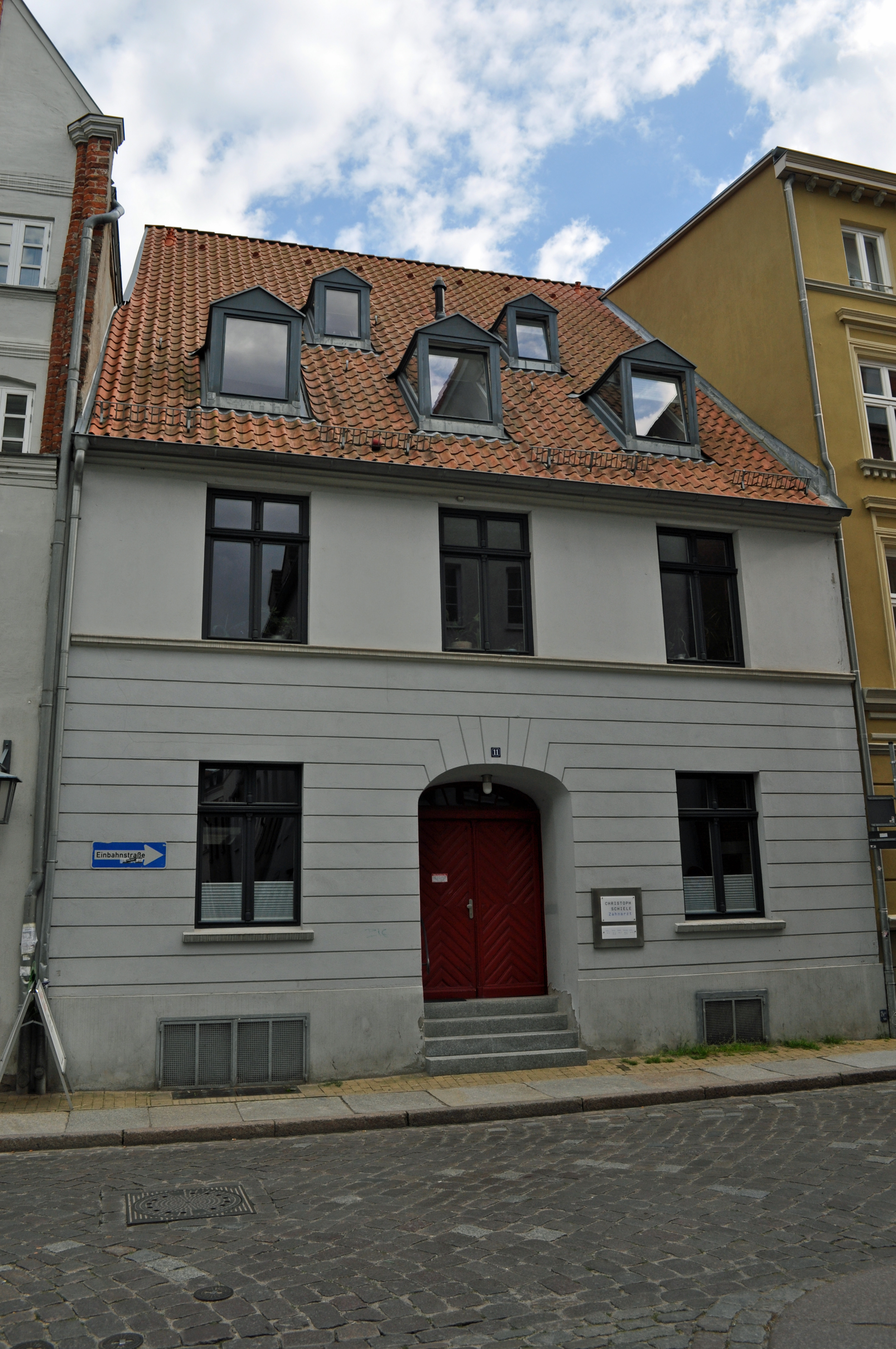
Das Haus Frankenstraße 11 Stralsund (2011)

Das Haus mit der postalischen Adresse Frankenstraße 11 ist ein unter Denkmalschutz stehendes Gebäude in der Frankenstraße in Stralsund.
Der zweigeschossige Traufenhaus mit steilem Satteldach wurde im Jahr 1754 errichtet. Das Erdgeschoss ist mit Putzbänderung verziert und weist eine barocke Haustür mit Rautengliederung auf, zu der vier Stufen führen.
Das Haus liegt im Kerngebiet des von der UNESCO als Weltkulturerbe anerkannten Stadtgebietes des Kulturgutes „Historische Altstädte Stralsund und Wismar“. In die Liste der Baudenkmale in Stralsund aus dem Jahr 1997 ist es mit der Nummer 218 eingetragen.
In den Gehweg vor dem Haus sind zwei Stolpersteine eingelassen, die an die ehemaligen Bewohner Sabine und Salomon Eckdisch erinnern  (siehe dazu Liste der Stolpersteine in Stralsund).